# Otto Gustav Zehrfeld
Otto Gustav Zehrfeld (geboren 1882; gestorben 4. Januar 1930) war ein deutscher Buchhändler sowie international tätiger Buch- und Postkarten-Verleger.

## Leben
Nachdem Zehrfeld um die Wende zum 20. Jahrhundert viele Jahre in Amerika, China und Japan verbracht hatte, gründete er am 1. August 1909 in Leipzig als Alleinhaber die Firma Otto Zehrfeld, Buchhandlung für Auslandsdeutsche.

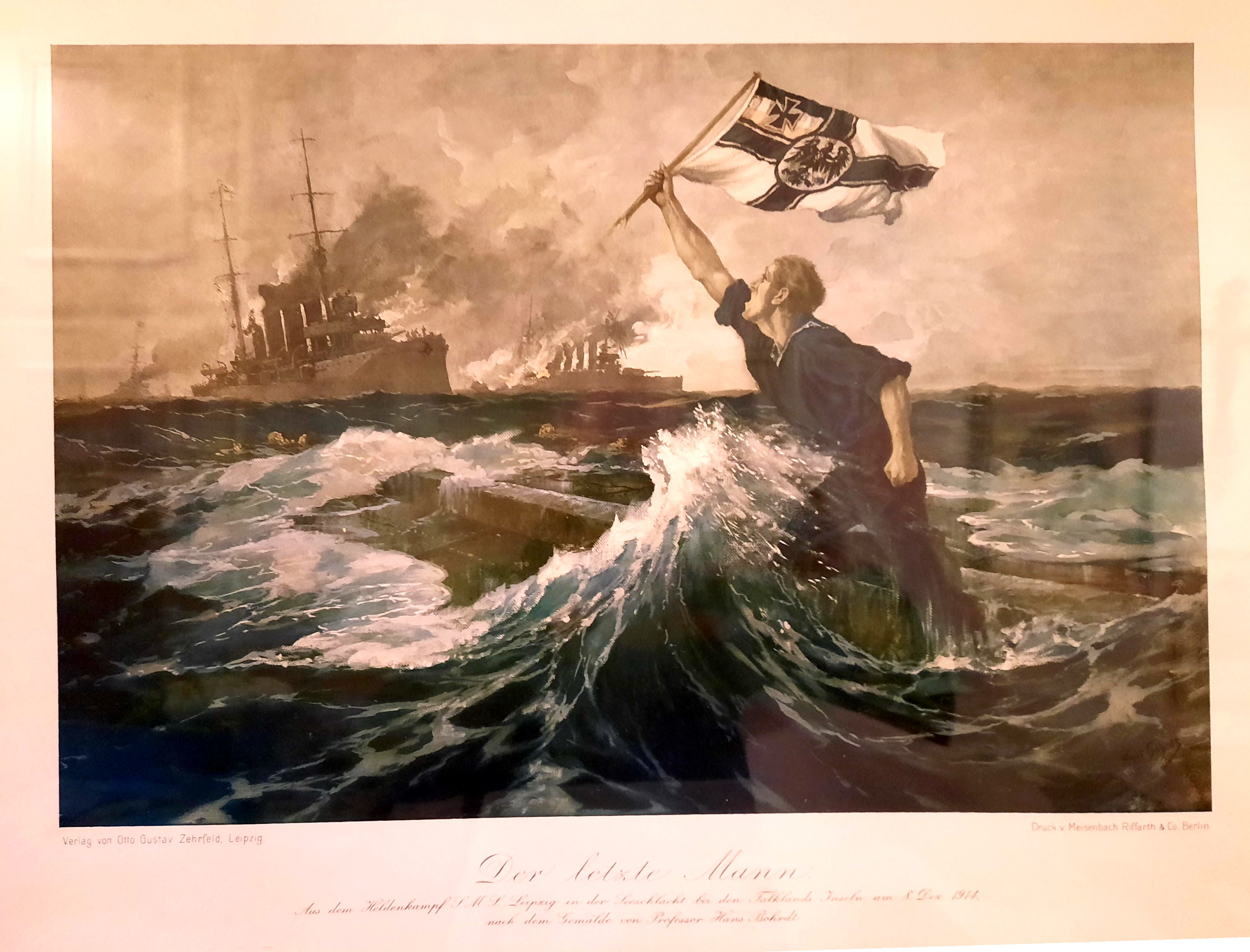
Kunstdruck „Der letzte Mann“ nach dem Gemälde von Hans Bohrdt;
1915 gedruckt bei Meisenbach, Riffarth & Co.

Während des Ersten Weltkrieges gingen die Bestellung kriegsbedingt jedoch so weit zurück, das er sein Leipziger Unternehmen zügig in die Verlagsbuchhandlung Otto Gustav Zehrfeld umwandelte. Er war Ideengeber für das ab 1915 rasche Verbreitung gefundene Kunstblatt Der letzte Mann nach dem Ölgemälde von Hans Bohrdt. Dieser „außerordentliche Erfolg“ veranlasste Zehrfeld, sich verstärkt dem Verlag von Kunstdrucken und Postkarten zu widmen.

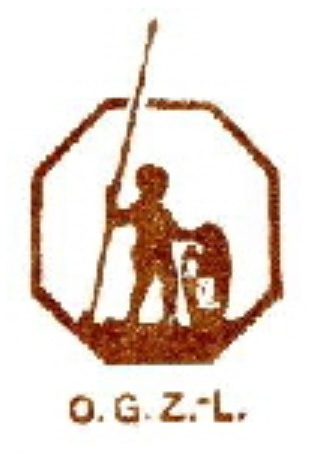
Frühes Logo mit den Initialen O.G.Z. - L.

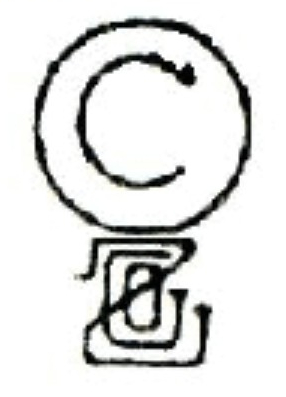
Copyrightzeichen und die Initialen OGZ

Zehrfelds nummerierte Künstlerpostkarten waren mit seinen Initialen O. G. Z. - L., zumeist auch mit insgesamt zwei verschiendenen Logos gekennzeichnet. Das ältere Logo zeigt einen Menschen, vielleicht ein Kind, Schild oder eine Palette in der einen und einen überdimensionalen Pinsel in der anderen Hand haltend. Ein später hinzugekommenes Warenzeichen zeigt möglicherweise das Copyrightzeichen über übereinander gelegten Initialen OGZ.
1919 firmierte Zehrfelds Unternehmen als Kunst-Verlag Otto Gustav Zehrfeld mit Sitz in Leipzig, Göschenstraße 1.
1923 gründete Zehrfeld in New York die Firma Otto Gustav Zehrfeld, Inc., mit der er seine Auslandsverbindungen wieder aufnahm. Im selben Jahr pachtete er zudem in Freiberg in Sachsen ein Fabrikgebäude, um dort spezielle Rahmen für seine zahlreichen, im eigenen Verlag herausgebrachten Kunstblätter und Radierungen produzieren zu lassen.
Schon im Folgejahr 1924 wurde die bereits zuvor als Offene Handelsgesellschaft (OHG) betriebene Firma in die Otto Gustav Zehrfeld Aktiengesellschaft umgewandelt, die unter Zehrfelds persönlicher Führung auch weiterhin „viele anerkannt vorzügliche Reproduktionen nach ersten Künstlern in den Kunsthandel“ brachte.
Bis zu seinem frühen Tod war Zehrfeld Mitglied im Vorstand der nach ihm benannten Leipziger Aktiengesellschaft. Er starb anfang 1930 nach schweren Leiden, „aber doch unerwartet plötzlich.“